# 25对色码

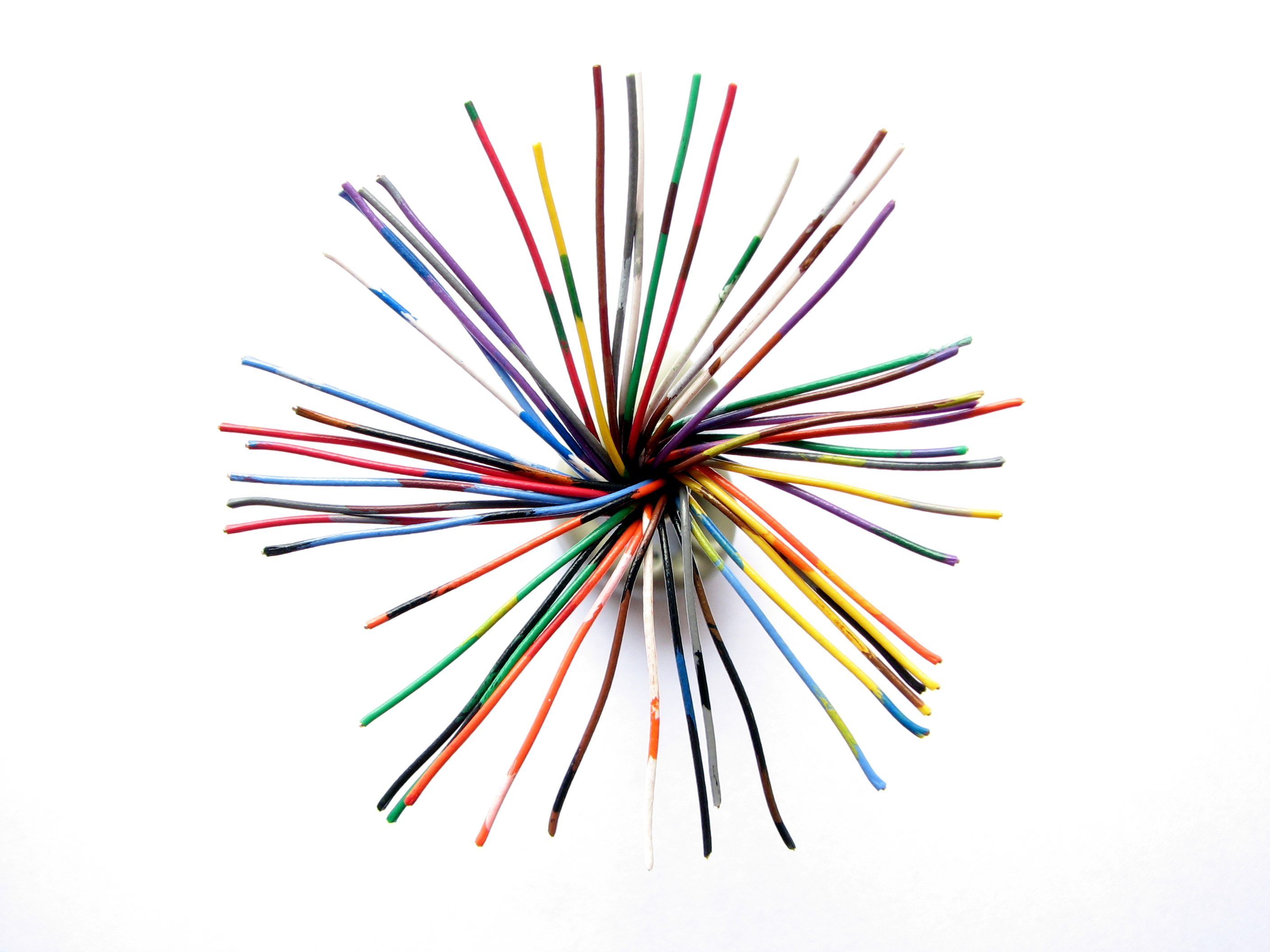
单芯电缆（25对、50线）

25对色码（英文：25-pair color code）是一種於电信業中的室内雙絞線接线時，用來识别不同单獨导線的色码表。這些顏色會顯示於覆蓋在导線的絕緣外層上。雙絞線中第一條線的顏色組是由5種顏色組成，而第二條線的顏色組是由另外五種顏色組成。而當兩組顏色组合起來時，就會有25個組合。因此，這個色码表叫作「25对色码」。

## 顏色
- 第一條線的顏色組（順序）：白色、紅色、黑色、黃色、紫色[1]
- 第二條線的顏色組（順序）：藍色、橙色、綠色、棕色、灰色[1]

右側的圖像顯示出25对色码的組合。以下圖表顯示出的組合數與右圖組合上的數字相若。每條导線上的數字則是导線的序列。
| 組合排序 | 第一條線 | 第二條線 |
| -------- | -------- | -------- |
| 1        | 白色     | 藍色     |
| 2        | 白色     | 橙色     |
| 3        | 白色     | 綠色     |
| 4        | 白色     | 棕色     |
| 5        | 白色     | 灰色     |
| 6        | 紅色     | 藍色     |
| 7        | 紅色     | 橙色     |
| 8        | 紅色     | 綠色     |
| 9        | 紅色     | 棕色     |
| 10       | 紅色     | 灰色     |
| 11       | 黑色     | 藍色     |
| 12       | 黑色     | 橙色     |
| 13       | 黑色     | 綠色     |
| 14       | 黑色     | 棕色     |
| 15       | 黑色     | 灰色     |
| 16       | 黃色     | 藍色     |
| 17       | 黃色     | 橙色     |
| 18       | 黃色     | 綠色     |
| 19       | 黃色     | 棕色     |
| 20       | 黃色     | 灰色     |
| 21       | 紫色     | 藍色     |
| 22       | 紫色     | 橙色     |
| 23       | 紫色     | 綠色     |
| 24       | 紫色     | 棕色     |
| 25       | 紫色     | 灰色     |

## 概述

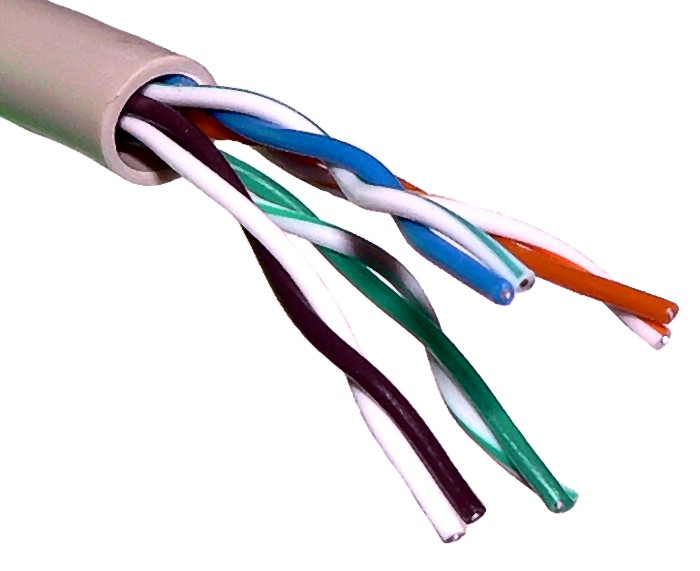
人們若沒有為缆線裝上条纹或环，那麼他們要如上圖拆開外面的絕緣套，才能分辨其顏色。

在电信和数据布线条方面，經常會用到首五個組合。25對色碼採用顏色的名字大部份取自彩虹或光学频谱的常规颜色。而電阻色碼的主要顏色則與25對色碼顏色相同。
有時候在一对組合中，都會有一個與組合顏色相同的条纹或环。這些条纹或环能使人們更容易辨認或分類不同組合。例如第一個組合白藍色碼，就會有一個白藍条纹或环。若這些組合沒有加上条纹或环，人們要分辨其組合色碼，就要拆開外面的絕緣套，才能看見內裡兩條导線外套各自的顏色。
在普通模拟电话服务中，根據尖端和环惯例，組合的第一條線名為「尖端」，並會駁到直流電线路的正端。而組合的第二條線則名為「环」，並會駁到线路的負端。在這兩條線中，並沒有任何一條會駁到地面。這樣便會形成一個共模抑制比的平衡音频线路，又名差分信号。
这些术语是建立在TRS端子的基础上。在TRS端子中，连接器的「尖端」與连接器的「环」是以绝缘环分開的。在這種情況下，距離导线最遠的连接仍然稱為「尖端」；距離导线中間遠的连接仍然稱為「环」；而距離导线最遠的连接則稱為「套筒」（並沒有出現於25對色碼中）。插座的終端通常而言都會與尖端和环组态連接。
而在擁有超過25對組合纜線的情況下，這些組合是以兩條雙色組合組合起來，即兩組25对色码結合成一組，產生出625對色码。首25對組合（捆束組）會以聚酯薄膜色带作標記，顏色由白藍色起數下去；而之後的25對組合則會顏色由白橙色起數下去。若這些纜線的組合數到第24對時，即紫棕色組合，就能形成600個組合，即一個「超级捆束」。

## 記憶法
第一條線的顏色組的颜色可以以此口訣記憶：「Why Run Backwards You Varmint？」 （W=白色、R=紅色、B=黑色、Y=黃色、V=紫色，意為你这个无赖为什么倒着跑？）
另外一個句子為：「Winchester Rifles Bring You Victory」（温彻斯特步枪为你带来胜利）
在擁有100對組合的第一條線的顏色可以以下句子記憶：「Will Rosie Bite You ?」（罗茜會不會咬你？）
而第二條線的顏色組的颜色則可以以下句子記憶：「BOGBruSh」（B=藍色、O=橙色、G=綠色、第二個B=棕色、S=灰色，在英国俗语中意為马桶刷）
另外一個句子為：「Boy On Girl Brings Satisfaction」（男孩在女孩上就會带来满足感）
再另外一個句子為：「Bell Operators Give Better Service」（贝尔运营商提供更好的服务）
其中一個記憶句子直接說出了顏色組的顏色：「The sky is Blue, the sun is Orange, the grass is Green, the dirt is Brown, and the slate is Slate」（天空是蓝的，太阳是橙色的，草是绿的，泥土的棕色的，石板是灰色的）
而全部10種顏色的記憶句子則為：「We Ride Big Yellow Vans Because Old Guys Break Stuff」（因为一些老家伙在破壞东西，所以我们乘坐黄色的大客货车）
「白、紅、黑、黃、紫」，「藍、橙（桔、橘）、青（綠）、棕（啡）、灰」。